# Akercocke
Akercocke – angielska grupa muzyczna wykonująca progresywny black/death metal. Znani są z noszenia garniturów podczas koncertów, satanistycznych poglądów oraz niezwykle szybkiego perkusisty. 
Grupa została założona 1997 roku w Londynie po rozwiązaniu grupy Salem Orchid przez Jasona Mendonce oraz Davida Graya. Niedługo po tym dołączył do nich drugi gitarzysta Paul Scanlan oraz basista Peter Theobalds. Pierwszy album Rape of The Bastard Nazarene, wydany własnym nakładem w 1999, spotkał się z pozytywnym odbiorem i w niedługim czasie muzycy podpisali kontrakt płytowy z Peaceville Records. Ich debiutancką płytą dla nowego wydawnictwa był album The Goat of Mendes wydany w 2001. 2003 rok przyniósł kolejny krążek - Choronzon, wydany tym razem dla Earache Records.
Gitarzysta Paul Scanlan został po tym albumie, według oficjalnej biografii pisanej przez Davida Graya, wyrzucony z zespołu za zbyt małe zaangażowanie i wnoszenie złej atmosfery. Na jego miejsce został przyjęty Matty Wilcock, będący byłym gitarzystą zespołu The Berzerker.
Words That Go Unspoken, Deeds That Go Undone zostało wydane w październiku 2005 w Europie, a w lutym 2006 w USA. Otrzymało bardzo dobre recenzje krytyków. By promować ten album, Akercocke zagrał 4 koncerty w Wielkiej Brytanii razem z Ted Maul oraz pojechał w trasę razem z Mortician i Blood Red Throne po Europie.
18 stycznia 2007 basista Peter Theobalds decyduje się opuścić szeregi zespołu, a na jego miejsce przyjęty został Peter Benjamin z zespołu Corpsing. W 2007 roku Akercocke wydał ostatni, wynikający z podpisanego kontraktu, album dla Earache - Antichrist.
W 2012 roku zespół został rozwiązany. Trzech członków Akercocke David Gray, Jason Mendonça i Peter Benjamin kontynuuje działalność artystyczną w zespole pod nazwą Voice. W 2016 roku zespół Akercocke wznowił działalność w składzie: Jason Mendonça (gitara, śpiew), David Gray (perkusja), Nathanael Underwood (gitara basowa) oraz Paul Scanlan (gitara).

## Muzycy
| Obecny skład zespołu - Jason Mendonça - gitara, śpiew (1997-2012, od 2016) - David Gray - perkusja (1997-2012, od 2016) - Nathanael Underwood - gitara basowa (od 2016) - Paul Scanlan - gitara (1997-2005, od 2016) |  | Byli członkowie zespołu - Matty Wilcock - gitara (2005-2010) - Peter Theobalds - gitara basowa (1997-2007) - Daniel "The Ritz" Reeves - keyboard (2003-2006) - Pete Benjamin - gitara basowa (2007-2012) - Dan Knight - gitara (2011-2012) |

## Dyskografia
- 1998 Promo (demo, 1998, wydanie własne)
- Rape of the Bastard Nazarene (1999, Goat of Mendes)
- The Goat of Mendes (2001, Peaceville Records)
- Choronzon (2003, Earache Records)
- Words That Go Unspoken, Deeds That Go Undone (2005, Earache Records)
- Antichrist (2007, Earache Records)
- Renaissance in Extremis (2017, Peaceville Records)

## Nagrody i wyróżnienia
| Rok  | Kategoria                  | Tytułem    | Nagroda                         | Uwagi      | Źródło |
| ---- | -------------------------- | ---------- | ------------------------------- | ---------- | ------ |
| 2008 | The Best Death Metal Album | Antichrist | Metal Storm Awards 2007         | 4. miejsce | [ 4 ]  |
| 2004 | Best Underground Act       | Akercocke  | Metal Hammer Golden Gods Awards | Nominacja  | [ 5 ]  |